# Giuliano Poletti

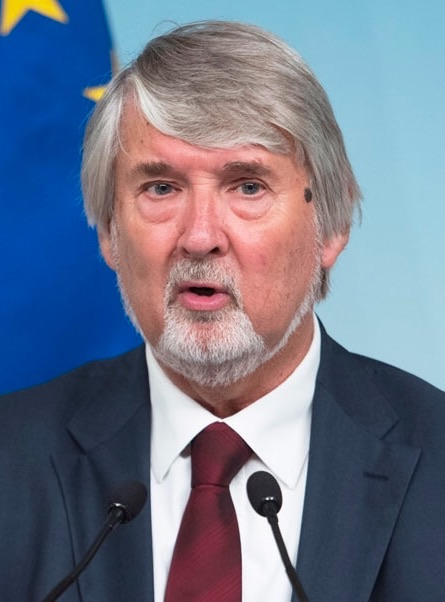
Giuliano Poletti, 2017

Giuliano Poletti (* 19. November 1951 in Imola) ist ein italienischer Politiker. Vom 22. Februar 2014 bis zum 1. Juni 2018 war er Arbeitsminister (ministro del Lavoro).

## Leben
Poletti wurde in Spazzate Sassatelli, einem Vorort von Imola, als Sohn eines dort ansässigen Landwirtes geboren und hat in Imola die Matura an einer Landwirtschaftlichen Oberschule, wodurch er berechtigt ist, den Berufstitel Perito Agrario zu führen. In den 1970er Jahren war er als Mitglied des Partito Comunista Italiano (PCI) Assessor von Imola und in den 1980er Jahren war er Vorsitzender der örtlichen Sektion des PCI. Nachdem sich die PCI in die sozialdemokratische Partito Democratico della Sinistra (PDS) umgewandelt hatte, wurde er für den PDS in consiglio provinciale von Bologna gewählt. Nachdem der PDS in den Partito Democratico aufgegangen ist, verließ Poletti die Partei. Er war in den Jahren von 2002 bis 2013 Präsident der Legacoop und ab 2013 wurde er zum Präsidenten Alleanza delle Cooperative Italiane. Poletti hat eine Leidenschaft für Handball und ist Vizepräsident der Federazione Italiana di Pallamano.